# Joe Stillman
Joe Stillman (* 1. August 1959) ist ein US-amerikanischer Drehbuchautor.

## Karriere
Stillmans Karriere als Drehbuchautor begann 1991 bei der Fernsehserie Doug. Es folgten weitere Engagements bei Fernsehserien wie Pete & Pete, Beavis and Butt-Head sowie dessen Spielfilm Beavis und Butt-Head machen’s in Amerika, Clueless – Die Chaos-Clique und King of the Hill. Für seine Mitwirkung am Drehbuch aber auch als Produzent bei King of the Hill, wurde Stillman zweimal für einen Emmy nominiert.
Für seine künstlerischen Leistungen am Drehbuch zu Shrek – Der tollkühne Held, erhielt Stillman bei der Oscarverleihung 2002 eine Nominierung in der Kategorie „Bestes adaptiertes Drehbuch“. Die Auszeichnung ging an die Konkurrenz von A Beautiful Mind. Bei den BAFTA-Awards konnte er die Auszeichnung entgegennehmen und sich gegen Akiva Goldsman durchsetzen. Des Weiteren erhielt er für seine Mitarbeit einen Annie Award. Für die Fortsetzung arbeitete er mit Andrew Adamson, J. David Stem und David N. Weiss am Drehbuch.

## Filmografie (Auswahl)
- 1991: Doug (Fernsehserie, 2 Episoden)
- 1993–1996: Pete & Pete (Fernsehserie, 9 Episoden)
- 1993–1997: Beavis and Butt-Head (Fernsehserie, 9 Episoden)
- 1996: Clueless – Die Chaos-Clique (Fernsehserie, 1 Episode)
- 1996: Beavis und Butt-Head machen’s in Amerika (Beavis and Butt-Head Do America)
- 1997–1998: King of the Hill (Fernsehserie, 12 Episoden)
- 2000: Joseph – König der Träume (Joseph: King of Dreams)
- 2001: Shrek – Der tollkühne Held (Shrek)
- 2004: Shrek 2 – Der tollkühne Held kehrt zurück (Shrek 2)
- 2009: Planet 51
- 2010: Gullivers Reisen – Da kommt was Großes auf uns zu (Gulliver’s Travels)
- 2014–2015: Kirby Buckets (Fernsehserie, 4 Episoden)

## Auszeichnungen und Nominierungen (Auswahl)
- 1997: Primetime-Emmy-Award-Nominierung in der Kategorie „Outstanding Animated Program (for Programming one hour or less)“ für King of the Hill Episode Square Peg[2]
- 1998: Primetime-Emmy-Award-Nominierung in der Kategorie „Outstanding Animated Program (for Programming one hour or less)“ für King of the Hill Episode Texas City Twister[3]
- 2002: Oscarnominierung in der Kategorie Bestes adaptiertes Drehbuch für Shrek – Der tollkühne Held
- 2001: Annie Award in der Kategorie „Outstanding Individual Achievement for Writing in an Animated Feature Production“ für Shrek – Der tollkühne Held
- 2002: Hugo-Award-Nominierung in der Kategorie „Best Dramatic Presentation (Longform)“ für Shrek – Der tollkühne Held
- 2002: BAFTA-Award in der Kategorie „Bestes adaptiertes Drehbuch“ für Shrek – Der tollkühne Held
- 2002: Annie-Award-Nominierung in der Kategorie „Writing in an Animated Feature Production“ für Shrek 2 – Der tollkühne Held kehrt zurück